# Vale Camonica

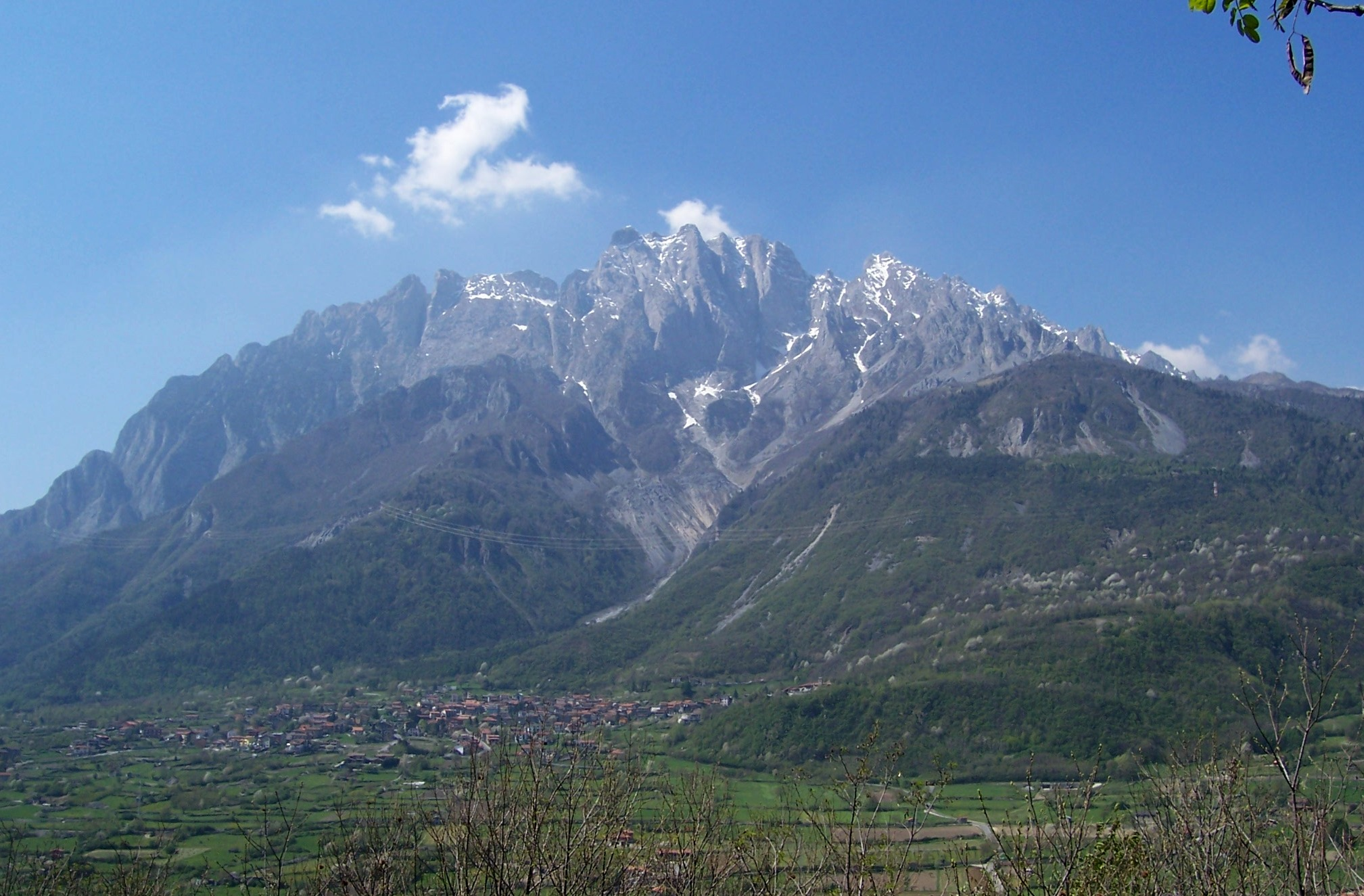
Monte Concarena

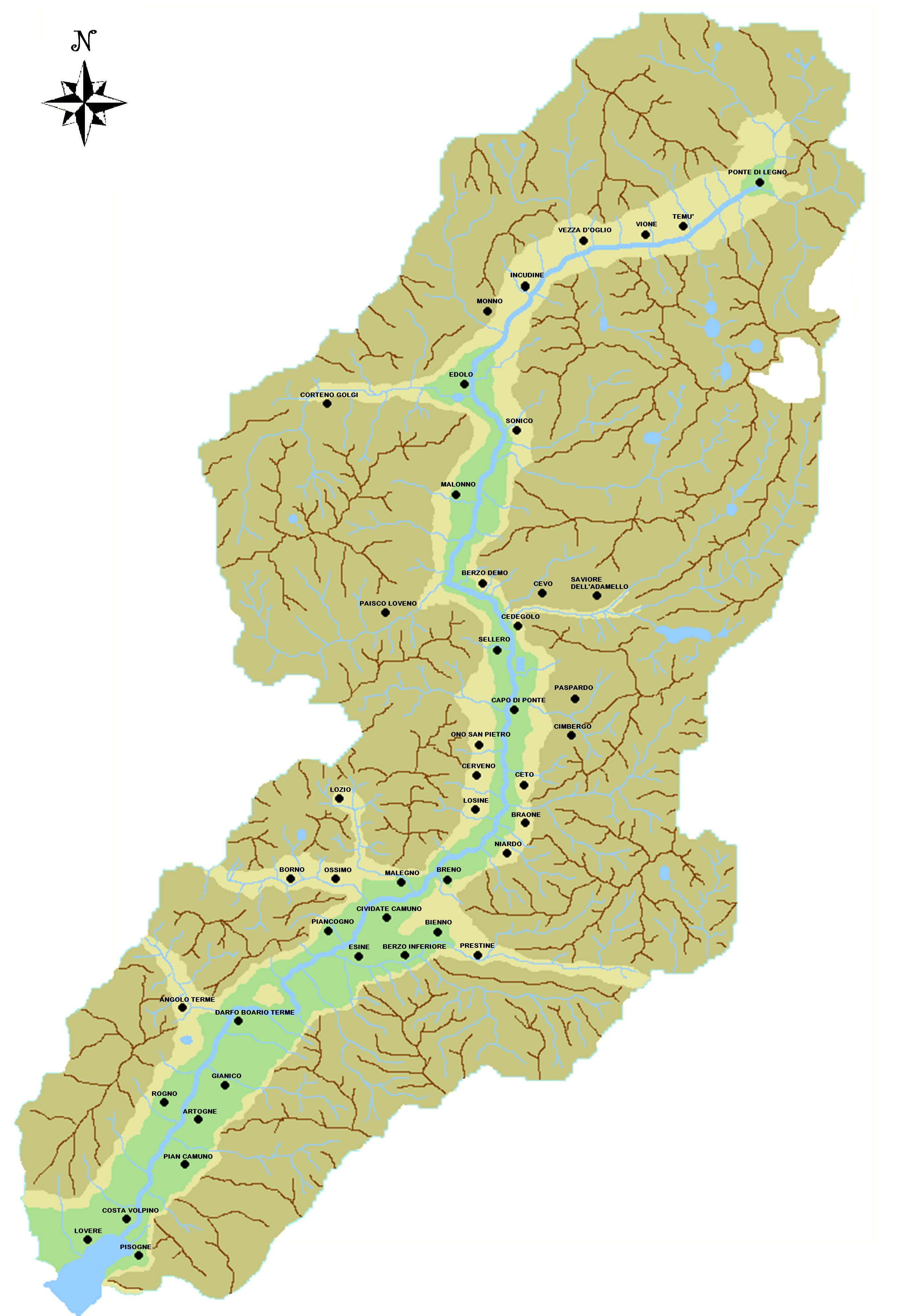
Tierra do Valle Camonica

Vale Camonica (também Valcamonica, no dialeto camuno Al Camònega) é um dos maiores vales dos Alpes centrais, na Lombardia Oriental, cerca de 90 km de comprimento. Começa a partir do Passo del Tonale, a 1883 metros de altitude, e termina no Corna Trentapassi, na comuna de Pisogne, perto do lago de Iseo. Tem uma área de cerca de 1335 km 2  e 118323 habitantes.
É atravessada em toda sua extensão a partir do rio Oglio, que começa na Ponte di Legno e termina no lago Sebino entre Pisogne e Costa Volpino.
O termo italiano de Val Camonica vem do latim Vallis Camunnorum, que significa "o Vale do Camunni", o nome pelo qual os romanos chamavam os habitantes (hoje são chamados Camuni).
Quase todo o vale está incluída no território administrativo da província de Bréscia, excluindo Lovere, Rogno, Costa Volpino e do Val di Scalve, que são partes da província de Bérgamo. 